# 吴大榕
吴大榕（1912年—1968年），江苏苏州人，电机学家，教育家。 曾任国立中央大学教授、麻省理工学院南京校友会理事；曾任重庆大学教授、麻省理工学院重庆校友会副会长；中华人民共和国成立后，曾担任南京工学院副院长、中国电机工程学会理事等。